# Municipio de Emiliano Zapata (Tabasco)
El municipio de Emiliano Zapata es un municipio del estado mexicano de Tabasco, localizado en la región del río Usumacinta y en la subregión de los Ríos.
Es conocido como "El balcón del Usumacinta" debido al bello paisaje que se puede apreciar del mismo.
Su cabecera municipal es la ciudad de Emiliano Zapata y cuenta con una división constituida, además, por 14 ejidos, 11 rancherías, 2 poblados, 27 fincas o ranchos y 1 villa.
Su extensión es de 510 km², los cuales corresponden al 1.78 % del total del estado; esto coloca al municipio en el decimoquinto lugar en extensión territorial. Colinda al norte con el estado de Campeche, al sur con el estado de Chiapas, al este con los municipios de Balancán y Tenosique y al oeste con el municipio de Jonuta y el estado de Chiapas.

## Historia
Los asentamientos humanos más antiguos de los que se tiene conocimiento en este territorio se remontan al siglo V a. C., cuando grupos mayas provenientes de los Altos guatemaltecos y de Chiapas, iniciaron el poblamiento de las tierras bajas noroccidentales bañadas por el río Usumacinta.
En las ruinas mayas del Preclásico halladas aquí, se han encontrado artefactos de origen olmeca que revelan que los mayas de esta región mantuvieron relaciones comerciales e hicieron intercambios tecnológicos y culturales con la más antigua civilización mesoamericana que se conoce, lo que posteriormente se reflejaría en la alfarería y escultura y hasta posiblemente en su religión.
Cuando los españoles descubrieron la península de Yucatán y la desembocadura del río Tabasco al que bautizaron con el nombre de su descubridor Juan de Grijalva, las etnias predominantes en la región eran de origen maya: chontales, acalanes y mactunes, aunque comenzaban a incursionar en la región, grupos provenientes de la meseta central de México, especialmente los mexicas, una de las tribus nahuas.
En unos documentos conocidos como los Papeles de Paxbolón Maldonado, cuyos originales se conservan en el Archivo de Indias en Sevilla, España, se indica que el señorío de los mactunes se extendía hasta Iztapan, territorio entonces disputado por los dzules, tribu proveniente del sur de la península de Yucatán.
Cabe señalar que cuando el conquistador Hernán Cortés estuvo de paso en esta región durante la expedición a Las Hibueras (hoy Honduras) en 1525, y que constituyó el descubrimiento de la región del Usumacinta para el mundo occidental, todas las ciudades mayas del período Clásico estaban abandonadas, por lo que sólo encontraron asentamientos pertenecientes a lo que se conoce como el nuevo imperio maya o maya del Postclásico, una de ellas lo fue Istapan (nombre nahuatl), población que se encontraba en el sitio que hoy ocupa la ciudad de Emiliano Zapata.
En su Historia Verdadera de la Conquista de la Nueva España Bernal Díaz del Castillo describe como llegon en compañía de Cortés a la población de Istapa:

...fuimos a otro pueblo que se dice Iztapa, y los indios se habían pasado a la otra parte de otro río muy caudaloso. Y fuímoslos a buscar y trajimos a los caciques y muchos indios y Cortés les habló con halagos(...) y estuvímos en ese pueblo cosa de tres días porque había buena yerba para los caballos y mucho maíz, y decía Cortés que era buena tierra para poblar allí una villa porque tenía noticias de que en los alrededores había buenas poblazones para servicio de tal villa...

Después de esa expedición, fueron pocas las incursiones españolas en este territorio. Destacando solo la de Alonso Dávila que en territorio del hoy Balancán fundó la villa de Salamanca de Acalán; y de Francisco Gil que en 1537 fundó San Pedro Tanoche en el municipio de Tenosique; ambas villas fueron despobladas al poco tiempo debido a su lejanía y a la hostilidad indígena.
Ya entrada la época colonial, provenientes de San Cristóbal de Las Casas, Chiapas, entonces el centro evangelizador más importante del suroeste mexicano, llegaron a esta población frailes dominicos, franciscanos y agustinos, con la intención de evangelizar la región. Años más tarde, misioneros dominicos, llegaron a la pequeña comunidad que se había establecido en la margen izquierda del río Usumacinta y la llamaron "Monte de Cristo" con lo que la población adoptó el nombre de Montecristo, que en 1883 dio nombre al municipio.
En esos años, el municipio se convirtió en paso obligado de muchos viajeros y expedicionarios que se interesaban por internarse en la selva para explorar las ruinas de Palenque, Bonampak y Yaxchilán al ser el Usumacinta la única ruta posible desde el Golfo de México, con lo que el pueblo fue creciendo.
En diciembre de 1883, según la Ley Orgánica del Territorio del Estado de Tabasco, se crea el municipio de Montecristo, con territorio que es segregádo del municipio de Jonuta.
Debido a la persecución religiosa en el estado, el 27 de diciembre de 1927 por decreto n.º 5 de la XXX Legislatura local, se le cambia el nombre al municipio de Montecristo por el de Emiliano Zapata.
Los vestigios mayas más importantes en este municipio llevan el nombre de Las Carmelitas, Montebello, Joval, Corozal y Chacaj. Aunque se encuentran inexplorados y no están abiertos al público.

## Geografía

### Límites municipales
Limita al norte con los municipios de Jonuta, Balancán y el estado de Campeche; al este con los municipios de Balancán y Tenosique; al sur con el municipio de Tenosique y el estado de Chiapas; al oeste con el estado de Chiapas y el municipio de Jonuta.
| Noroeste: Jonuta                     | Norte: Palizada y Carmen (Campeche)   | Nordeste: Balancán y Carmen (Campeche) |
| Oeste: Palenque y Catazajá (Chiapas) |                                       | Este: Balancán                         |
| Suroeste: La Libertad (Chiapas)      | Sur: La Libertad y Palenque (Chiapas) | Sureste: Tenosique                     |

### Clima
El clima es cálido-húmedo, con abundantes lluvias en verano y otoño. Tiene una temperatura media anual de 26,55 °C, siendo la máxima media mensual en mayo de 31 °C, con 22,7 °C y la mínima media en enero y febrero con 10,7 °C; la máxima y mínima absolutas alcanzan los 53 °C y 03 °C respectivamente.
Una pequeña parte al sur del municipio limitando con el estado de Chiapas, tiene clima cálido-húmedo con lluvias todo el año (Af); estas lluvias decrecen ligeramente en invierno, período en el cual se registra el 14.4% del total anual.
El régimen de precipitación se caracteriza por un total de caída de agua de 1,864 mm anuales, con un promedio máxima mensual de 318 mm en el mes de septiembre y mínima mensual de 12 mm en el mes de abril.
La humedad relativa promedio anual se estima en 80%, con máxima de 85% en febrero y marzo, y la mínima de 75% en mayo.
Las mayores velocidades del viento se concentran en los meses de noviembre y diciembre con velocidades que alcanzan los 52 km/h, presentándose en junio las menores, con velocidad de 3 km/h.

### Orografía
La mayor parte de la superficie es plana. Se encuentran lomeríos que no sobrepasan una altura mayor de los 30 m s. n. m., localizados en el centro del municipio y en los alrededores de la cabecera municipal.

### Hidrografía
El principal río es el Usumacinta, que recibe por su margen izquierda las aguas del río Chacamax, así como las de los arroyos Hondo, Jobo, Pochote y otros de menor importancia.
Cuenta con un potencial lacustre de 32.800 ha sobresaliendo las lagunas de Mariche, Saquilá, Chaschoc, Seja, San Ignacio, San Marcos, San Francisco, Guanal, Chacamax, Chinchil, Nueva Esperanza, Las Delicias, Pochote, Guanal y Chinchil.

## Flora y fauna
Existen varios tipos de vegetación, entre los cuales sobresale la selva secundaria media perennifolia con una altura aproximada de 15 a 30 m; este ecosistema ha ido desapareciendo a causa de la tala de árboles para la implantación de pastizales y para prácticas agrícolas de temporal. En ciertas áreas se encuentra vegetación secundaria como consecuencia del abandono de las tierras.
Existe además otro tipo de vegetación que es utilizado por la ganadería, la cual está formada por pasto natural de poca altura y árboles aislados de 5 a 10 m; a este ecosistema se le da el nombre de sabana.
Otros más son los popales, suelos bajos cenagosos poblados con plantas llamadas platanillo; estas áreas son utilizadas para la agricultura en determinadas épocas del año. Hay otras pequeñas áreas llamadas tulares, que tienen características similares a los de los popales.
En cada uno de los ecosistemas referidos la fauna es escasa; sin embargo, en determinadas épocas del año abundan las aves y los peces; en menor escala hay quelonios como tortugas, mojinas, guaos, pochitoques e hicoteas; y reptiles como las iguanas y garrobos; pequeños mamíferos como los armadillos y tepezcuintles son preciados por su carne, mientras que cada vez es más difícil ver un manatí remontar la corriente del río Usumacinta.

## Demografía
De acuerdo a los resultados del Censo de Población y Vivienda de 2020 realizado por el Instituto Nacional de Estadística y Geografía, la población total del municipio es de 32 181 habitantes, lo que representa un crecimiento promedio de 0.89% anual en el período 2010-2020 sobre la base de los 29 518 habitantes registrados en el censo anterior. Al año 2020 la densidad del municipio era de 54,33 hab/km².
| Gráfica de evolución demográfica de Emiliano Zapata entre 2000 y 2020 |
|                                                                       |
| Fuente: Instituto Nacional de Estadística Geografía e Informática     |

El 48% de los habitantes eran hombres y el 52% eran mujeres. El 94.7% de los habitantes mayores de 15 años (22 429 personas) estaba alfabetizado. Un pequeño porcentaje de la población, (679 personas), es indígena.
En el año 2010 estaba clasificado como un municipio de grado muy bajo de vulnerabilidad social, con el 12.52% de su población en estado de pobreza extrema. Según los datos obtenidos en el censo de 2020, la situación de pobreza extrema afectaba al 11.2% de la población (3302 personas).

### Principales localidades
Según datos del censo de 2010 la población del municipio se concentraba en 65 localidades, de las cuales 43 eran pequeños núcleos de menos de 100 habitantes.
La información relevada en el censo de 2020 señala que las localidades más pobladas son:
| Localidad                                | Población 2010 | Población 2020 |
| Total Municipio                          | 29 518         | 32 181         |
| Chablé                                   | 3377           | 3645           |
| Chacama                                  | 505            | 532            |
| Emiliano Zapata (Cabecera del Municipio) | 20030          | 22469          |
| Emiliano Zapata (Sección el Avispero)    | 277            | 259            |
| Emiliano Zapata (Sección Jobal)          | 344            | 387            |
| Emiliano Zapata (Sección Pochote)        | 360            | 393            |
| Gregorio Méndez Magaña (Pénjamo)         | 1307           | 1134           |
| La Isla                                  | 288            | 313            |
| Nuevo Chablé                             | 407            | 484            |

## Educación
El sistema educativo de todos los niveles en el municipio está integrado por 68 centros escolares,
a los que asisten regularmente 9,372 alumnos que son atendidos por 443 docentes. De esos 68 planteles, 26 son de preescolar, 29 de primaria, 7 secundarias, 2 centros de educación media superior y un centro educativo especial.

## Economía
Principales sectores, productos y servicios.

### Sector primario

#### Agricultura
La agricultura es uno de los principales recursos de la economía local, destacando los cultivos de: maíz, arroz, frijol, sorgo y sandía.

#### Ganadería
La ganadería es otro sector importante en la economía local, practicándose esta actividad de manera extensiva. Hay 49,030 cabezas de ganado, predominando las razas cebúinas entre las que se encuentran: la brahmán, nelore, indubrasil y gyr. Así también se han comenzado a introducir razar europeas como el suizo, holandesa entre otras.
La producción lechera es captada por la empresa Ultra lácteos, establecida en la capital del estado. Según datos del INEGI, en 2000 existían: 42,817 bovinos; 7,495 porcinos; 957 ovinos; 2,599 equinos y 91,993 aves de corral.

#### Pesca
Una de las actividades económicas más importantes es la pesca ribereña, dedicada a la captura de róbalo, carpa, mojarra, bobo (tipo de bagre), pejelagarto y pigüa (langostino de río).

### Sector secundario

#### Industria
Este sector constituye un renglón de mediana importancia; destacan los establecimientos de alimentos elaborados basándose en productos de la región, 2 fábricas de hielo, 3 plantas purificadoras de agua, una fábrica de escobas, artículos de talabartería, muebles, materiales de construcción. Hay pequeñas empresas familiares que se dedican a actividades como carpintería, herrería, molinos de nixtamal, queserías, bloqueras y elaboración de dulces.
La empresa de desarrollo forestal “Púlsar”, dedicada a la siembra de eucaliptos, tiene un vivero establecido cerca de la cabecera municipal, desde donde surte de arbolitos a los municipios de Balancán, Jonuta y Tenosique; la finalidad de este cultivo forestal es la provisión de materia prima para la fabricación de papel y derivados.

### Sector terciario

#### Comercio
Se cuenta con expendios de alimentos, tiendas de abarrotes, supermercados, centros comerciales, almacenes de ropa, boutiques, zapaterías, discotecas, tiendas de regalos, papelerías, veterinarias, agroquímicos, alimentos balanceados, farmacias de patente, ferreterías, materiales de construcción, refaccionarías, agencias automotrices, etc.

#### Servicios
El municipio cuenta con servicios de bancos, cajeros automáticos, hoteles, restaurantes, bares, escorts, escrotcafeterías, café internet, sitio de automóviles, lavadoras de autos, servicio automotriz, talleres mecánicos y de hojalatería, consultorios médicos y clínicas particulares. Hospital regional, también cuenta con una Unidad Básica de Rehabilitación.

#### Población económicamente activa por sector
La población total en condiciones de actividad en 1990 era de 15,508 habitantes, cifra que representó el 69.71% del total de la población municipal y el 1.03% de la estatal.
En 1990 la población económicamente activa (PEA) alcanzó la cifra de 6,993 ocupados, cifra que representó el 45.09% de la población municipal; los inactivos fueron 8,560 y representaron el 55.19%; en el rango de otros se encontraron 255 que representaron el 1.64% del total municipal.
Las actividades económicas del municipio por sector se distribuyen de la siguiente manera de acuerdo al censo de 2000:
| Sectores económicos de Emiliano Zapata |                                                                        |            |
| Sector                                 | Actividad                                                              | Porcentaje |
| Primario                               | Agricultura, ganadería, caza y pesca                                   | 33.86%     |
| Secundario                             | Minería, petróleo, industria manufacturera, construcción, electricidad | 18.17%     |
| Terciario                              | Comercio, turismo y servicios                                          | 41.65%     |
| Otros                                  | Actividades no específicas                                             | 6.32%      |

## Turismo

### Laguna Nueva Esperanza
Poco antes de llegar a la ciudad de Emiliano Zapata, provenientes de la carretera circuito del golfo, se encuentra un parador turístico enmarcada al fondo con el río Usumacinta, desde donde se puede ver la laguna Nueva Esperanza. Cuenta con restaurantes, área de estacionamiento y es un sitio ideal para pescar, enmarcada al fondo con el río Usumacinta.

### Laguna Chas-Choc
La laguna Chas-Choc es un destino de gran interés en el municipio se encuentra como el principal lugar para ser explotado turísticamente, esto se debe a que sus dimensiones fluviales son un gran atractivo para observar, explorar e investigar, tiene una gran variedad de flora y fauna aumentando su auge de aves migratorias en los meses de enero hasta finales del mes de mayo. 
En los alrededores de la laguna Chas-Choc se puede observar al conocido mono aullador o saraguato especie que hace los atardeceres inolvidables escuchando sus aullidos por toda la laguna.

### Villa Chable
A 20 minutos de la cabecera municipal se encuentra la villa Chable, la cual cuenta con la segunda iglesia más antigua del estado de Tabasco, la cual solo preserva en pie su fachada. Y el antiguo casco de la exhacienda Chable.

### Ciudad de Emiliano Zapata
La cabecera municipal es una ciudad construida sobre suaves colinas que permiten vistas panorámicas del río Usumacinta. Frente a la ciudad, durante la temporada de estiaje, aparecen playones en el río, los que son visitados por cientos de bañistas, quienes se refrescan en las aguas del río. En el "playón" existe gran ambiente, conjuntos musicales y se pueden practicar deportes acuáticos. 
La ciudad cuenta con un museo, en él se expone información y objetos relacionados con Zapata, la Revolución Mexicana, Tabasco, Carlos Pellicer y a dos culturas prehispánicas muy importantes en la región, la Olmeca y la Maya, cuidadas por el profesor Martínez, profesor del Colegio Montecristo S.C.
En la infraestructura urbana destacan, monumentos, esculturas, el malecón y en la temporada de estío, que coincide con la vacacional en el mes de abril, se pueden disfrutar de hermosos Playones en el río Usumacinta, así como pueden hacerse recorridos en lancha y practicar algún deporte acuático.

### Parqueológico
El Parqueológico es un área de 52 hectáreas en el que podrás disfrutar de paseos a caballo, paseos en bicicleta, área de convivencia y deportes extremos como la pista de motocross y pista comando.
Además se pueden realizar el safari fotográfico, conocer las exuberantes especies de flora y fauna durante los fantásticos recorridos en bicicleta entre otras actividades. Se encuentra en la carretera Emiliano Zapata- Tenosique, este atractivo natural, se encuentra a la orilla de la carretera.